# Surry County, Virginia
Surry County är ett administrativt område i delstaten Virginia, USA, med 7 058 invånare. Den administrativa huvudorten (county seat) är Surry.

## Geografi
Enligt United States Census Bureau så har countyt en total area på 804 km². 723 km² av den arean är land och 81 km² är vatten.

### Angränsande countyn
- Charles City County - nordväst
- James City County - nordost
- Isle of Wight County - sydost
- Southampton County - söder
- Sussex County - sydväst
- Prince George County - väster